# جون ديفيز أورموند
جون ديفيز أورموند (بالإنجليزية: John Davies Ormond)‏ هو سياسي نيوزلندي، ولد في 1832، وتوفي في 6 أكتوبر 1917. انتخب عضو مجلس النواب النيوزيلندي.